# Dani Schahin
Dani Schahin (Oekraïens: Дані Шахін) (Donetsk, 9 juli 1989) is een in de Sovjet-Unie geboren Duitse voormalig voetballer die doorgaans als aanvaller speelde.

## Clubcarrière
Schahin speelde in de jeugd bij FSV 63 Luckenwalde, Energie Cottbus en Hamburger SV. In 2007 werd hij bij het tweede elftal gehaald. Gedurende het seizoen 2008-2009 scoorde hij 12 doelpunten in 27 wedstrijden voor Hamburger SV II. Op 8 juni 2009 tekende hij een contract bij SpVgg Greuther Fürth, dat op dat moment in de 2. Bundesliga actief was. In zijn eerste seizoen kwam 12 keer in actie voor Fürth. In de eerste helft van seizoen 2010-2011 scoorde hij één doelpunt in 6 wedstrijden. In de tweede helft van het seizoen werd hij uitgeleend aan Dynamo Dresden. In 14 wedstrijden scoorde Schahin 10 doelpunten voor de club uit Dresden. De club eindigde dat seizoen als derde in de 3. Liga en steeg na de gewonnen play-off wedstrijden tegen VfL Osnabrück naar de 2. Bundesliga. Schahin scoorde het beslissende doelpunt in de laatste wedstrijd van het seizoen tegen Kickers Offenbach en de winning goal in de play-off wedstrijd tegen VfL Osnabrück. In juli 2012 tekende hij als transfervrije speler een tweejarig contract bij Fortuna Düsseldorf.
Schahin tekende in juni 2013 een vierjarig contract bij FSV Mainz 05, dat een niet bekendgemaakt bedrag voor hem betaalde. Hiervoor speelde hij in zijn eerste jaar drie wedstrijden in de Bundesliga en twee in het toernooi om de DFB-Pokal. Mainz verhuurde Schahin gedurende het seizoen 2014/15 vervolgens aan SC Freiburg, dat daarbij een optie tot koop bedong. Hier kwam hij vaker aan spelen toe, maar hij degradeerde dat seizoen met de club naar de 2. Bundesliga. Mainz verhuurde Schahin in juli 2015 opnieuw, nu voor een jaar aan FSV Frankfurt, de nummer dertien van diezelfde 2. Bundesliga in het voorgaande seizoen.
Schahin tekende in juni 2016 een contract tot medio 2018 bij Roda JC Kerkrade, de nummer veertien van de Eredivisie in het voorgaande seizoen. Hiermee degradeerde hij in 2018 naar de Eerste divisie. Schahin tekende in juli 2018 een contract bij Pyramids FC uit de Egyptische Premier League. Daar kwam hij weinig aan bod en in december 2018 werd zijn contract ontbonden. Hij vervolgde zijn loopbaan in Spanje bij Extremadura UD in de Segunda División A maar kwam medio 2019 zonder club te zitten. Hij stopte met voetbal en maakte in juni 2020 bekend dat hij de laatste jaren van zijn carrière afhankelijk was van pijnstillers om te kunnen spelen.

## Afkomst
Schahin werd geboren in Donetsk, in de voormalige Sovjet-Unie en het latere Oekraïne. Zijn vader is Palestijn en zijn moeder Russische. In 1996 trok zijn familie naar Duitsland. Schahin bezit de Duitse nationaliteit en speelde negen interlands voor Duitsland onder 20.

## Erelijst
SpVgg Greuther Fürth
- 2. Bundesliga

2012